# ヘンリエッテ・ボスマンス

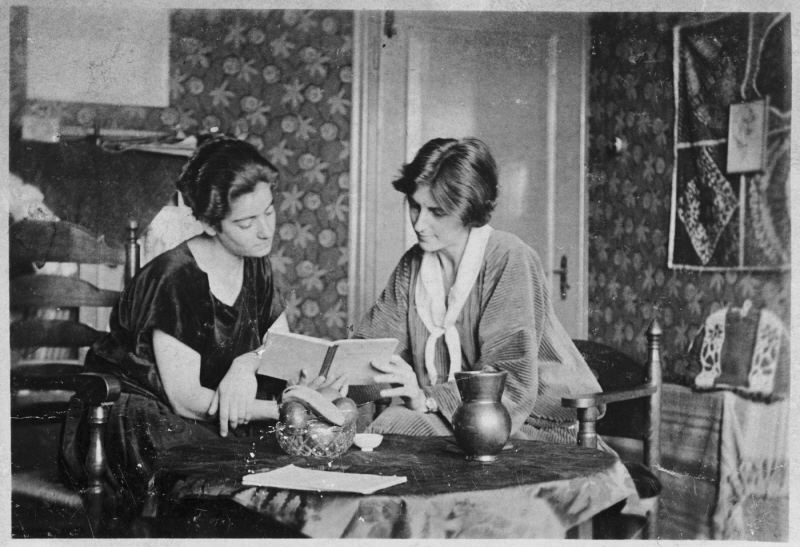
ヘンリエッテ・ボスマンス

ヘンリエッテ・ボスマンス（Henriëtte Bosmans、1895年12月6日 - 1952年7月2日）は、オランダの作曲家。
アムステルダム出身。ロイヤル・コンセルトヘボウ管弦楽団のチェロ奏者の父と、ピアニストでアムステルダム音楽院の教師の母との間に生まれた。母親にピアノを習い、17歳のときにピアノ教師となった。1920年代にはヨーロッパ各地で演奏活動を行い、ピエール・モントゥー、ウィレム・メンゲルベルク、エルネスト・アンセルメなどと共演した。ロイヤル・コンセルトヘボウ管弦楽団とは1922年から1949年までの間に22のピアノ協奏曲を演奏している。
さらに1914年からピアノ曲の作曲を始め、1919年にはヴァイオリン・ソナタを作曲している。1921年から1922年にかけてコルネリウス・ドッパーに管弦楽曲の作曲を学び、1927年から1930年にかけてはウィレム・ペイペルについて学んた。作品にはピアノ協奏曲、チェロ協奏曲、6つの序曲、歌曲などがある。